# Britt Baker
Brittany Baker (Punxsutawney, 23 aprile 1991) è una wrestler statunitense sotto contratto con la All Elite Wrestling, dove ha detenuto una volta l'AEW Women's World Championship.

## Biografia
Brittany Baker nacque a Punxsutawney, Pennsylvania il 23 aprile 1991. Iniziò ad allenarsi per diventare una wrestler nel giugno 2014, quando si iscrisse alla International Wrestling Cartel Training Academy di South Hills, Pennsylvania.

## Carriera

### Circuito indipendente (2015–2019)

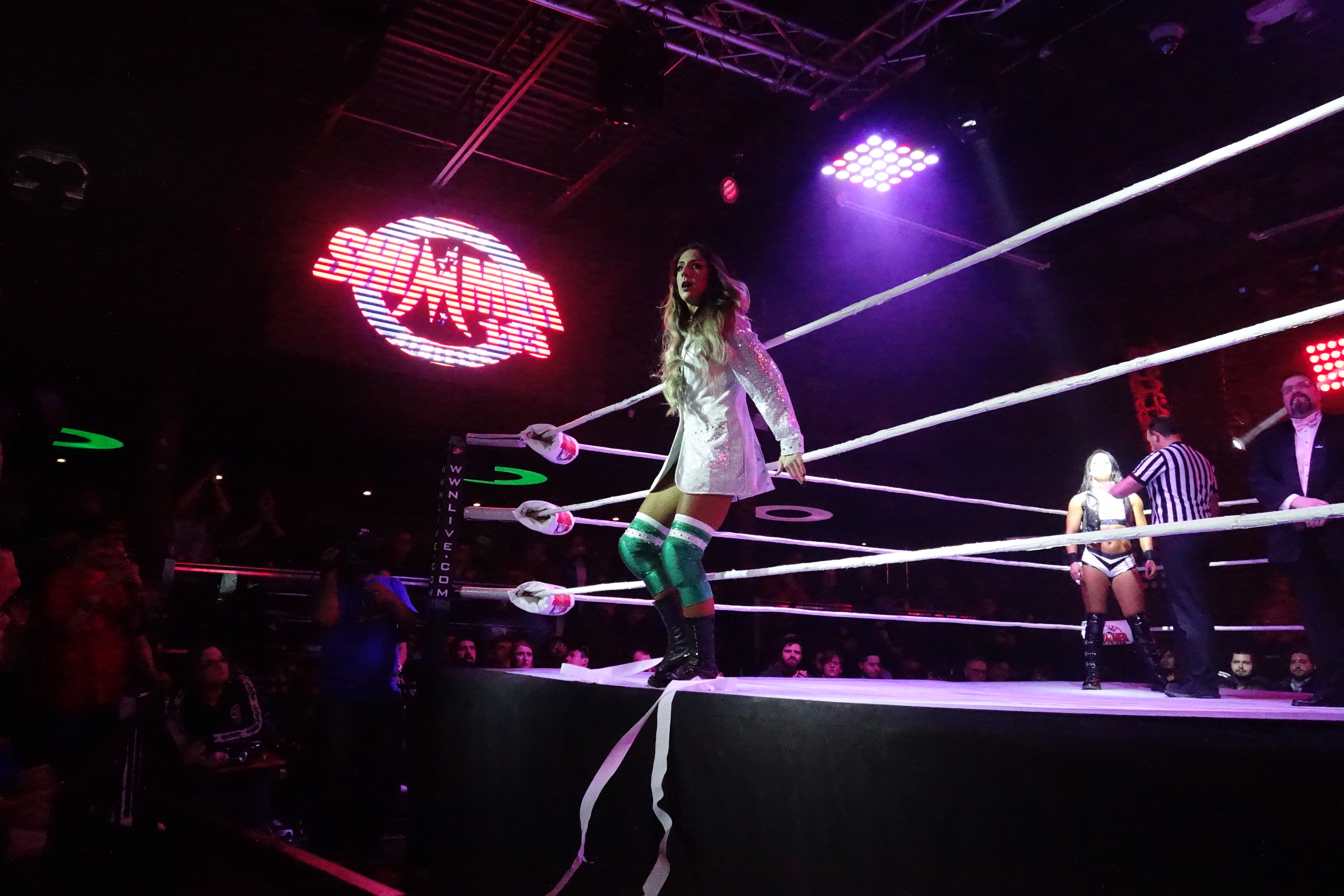
Britt Baker ad un evento della Shimmer

Debuttò nel circuito indipendente il 1º agosto 2015, ad un evento della International Wrestling Cartel, lottando in coppia con Andrew Palace contro Dylan Bostic e Ray Lyn in un tag team match, vinto dai primi. Il 25 luglio 2016, lottò un match in WWE come jobber durante l'episodio di Monday Night Raw, perdendo contro Nia Jax in uno squash match. Il 10 dicembre, diventò la prima IWC Women's Champion battendo April Sera, Marti Belle e Sonya Strong in un four-way elimination match. Perse il titolo contro LuFisto nel luglio 2017.
Il 1º settembre 2018, combatté in un four corner survival match contro Madison Rayne, Chelsea Green e Tessa Blanchard durante l'evento All In, che fu vinto da Blanchard. Baker riconquistò l'IWC Women's Championship battendo LuFisto e Ray Lyn in un three-way match nel mese di ottobre, per poi riperderlo il 10 novembre 2018 a IWC Winner Takes All 2018 contro Katie Arquette. Il 20 settembre 2019, fece la sua ultima apparizione sulla scena indipendente durante l'evento AIW Bobblehead Night lottando contro Mercedes Martinez, venendo sconfitta.

### All Elite Wrestling (2019–presente)
Il 2 gennaio 2019, fu annunciata la firma di Baker con la neonata All Elite Wrestling, Debuttò il 25 maggio a Double or Nothing, pay-per-view inaugurale della federazione, dove sconfisse Nyla Rose, Kylie Rae e Awesome Kong in un fatal 4-way match. Il 13 luglio, lottò in un tag team match al fianco di Riho a Fight for the Fallen, dove furono sconfitti da Bea Priestley e Shoko Nakajima. Nel corso del match, Baker a causa di un calcio di Priestley, subì una (reale) commozione cerebrale, che portò ad una rivalità tra le due Il 31 agosto, nel pre-show di All Out, partecipò alla Women's Casino Battle Royale per un'opportunità per l'AEW Women's World Championship, ma fu eliminata da Nyla Rose. Il 9 novembre terminò la faida con Bea Priestley, sconfiggendola nel pre-show di Full Gear.
A maggio, nel corso del tag team match, in cui prese parte insieme a Nyla Rose, contrò Hikaru Shida e Kris Statlander, subì un grave infortunio ad una gamba che la costrinse ad uno stop di cinque mesi. Durante il periodo di convalescenza, iniziò una rivalità con Big Swole, che culminò ad All Out, con un Tooth and Nail match, registrato nel vero studio dentistico della Baker.
Nell'episodio di Dynamite del 18 novembre, al termine del match titolato tra Serena Deeb e Thunder Rosa, attaccò quest'ultima, iniziando una faida.
Le due si sfidarono a Dynamite - Beach Break nel febbraio 2021, dove fu Baker a prevalere. Successivamente si iscrisse all'"AEW Women's World Championship Eliminator Tournament", un torneo per determinare la sfidante al Women's World Championship. Nel primo turnò, eliminò Madi Wrenkowski, ma in semifinale fu eliminata da Nyla Rose. La faida con Thunder Rosa continuò a Revolution, dove insieme a Maki Itoh, sconfisse Rosa e Riho e culminò nella puntata di Dynamite del 17 marzo, dove le due si affrontarono in un unsanctioned lights out match, vinto da Rosa. Questo match fu valutato con 4,75 stelle dal Wrestling Observer Newsletter, il più alto punteggio per un match femminile nella storia del wrestling americano.

#### AEW Women's World Champion (2021–2022)
Archiviata la faida con Thunder Rosa, si concentrò nuovamente sul titolo femminile, e tramite molti match vinti tra Dark e AEW Dark: Elevation, elevò il proprio status, fino ad arrivare al primo posto nel ranking femminile. Dopodiché sfidò la campionessa Hikaru Shida e a Double or Nothing riuscì a batterla e a conquistare l'AEW Women's World Championship. In quel periodo si alleò con Jamie Hayter, che insieme a Rebel, la aiutò diverse volte a vincere i match scorrettamente.
Perse il titolo il 16 marzo 2022 contro Thunder Rosa, in uno steel cage match a Dynamite.

#### Varie faide (2022-presente)
Nel 2022 Baker partecipa all'Owen Hart Foundation Tournament, sconfiggendo Maki Itoh al primo round e Toni Storm in semifinale, e arrivando quindi in finale. A Double or Nothing in maggio, sconfigge Ruby Soho e vince il torneo nella divisione femminile. All'evento AEW Revolution del 5 marzo 2023, iniziò un feud con Saraya, Toni Storm e Ruby Soho dopo che il trio aggredì lei e Jamie Hayter, effettuando un turn face per la prima volta sin dal 2020. Il 5 luglio a Dynamite, Baker prende parte all'Owen Hart Foundation Women's Tournament, perdendo contro Ruby Soho ai quarti.

## Vita privata
Britt Baker ha studiato medicina comportamentale con la specializzazione di sviluppo umano e studi di famiglia nella Pennsylvania State University. Nel 2014, si è iscritta nella University of Pittsburgh School of Dental Medicine, laureandosi nel maggio 2018. Oltre la sua attività di wrestler, lavora come dentista a Winter Park, in Florida. Nel 2019, in un'intervista per Bleacher Report, parlò di come riesce a conciliare le sue due professioni:
Baker ha una relazione con il collega Adam Cole.

## Personaggio

### Mosse finali
- Baker Buster (Spinning Sitdown Double Underhook Facebuster)[41]
- Lockjaw (Double Arm Crossface)[42]

## Titoli e riconoscimenti
- All Elite Wrestling
  - AEW Women's World Championship (1)[4]
- DDT Pro-Wrestling

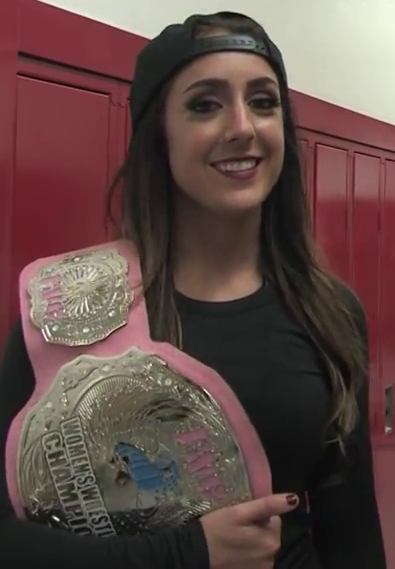
Britt Baker con l'IWC Women's Championship

  - DDT Iron Man Heavy Metal Championship (1)[43]
- International Wrestling Cartel
  - IWC Women's Championship (2)[43]
- Monster Factory
  - MFPW Girls Championship (1, attuale)[43]
- Pro Wrestling Illustrated
  - 33ª tra le 100 wrestler singole nella PWI Female 100 (2019)
- Remix Pro Wrestling
  - Remix Pro Fury Championship (1)[43]
- WrestleCircus
  - WC Big Top Tag Team Championship (1)[43] - con Adam Cole
- Zelo Pro Wrestling
  - Zelo Pro Women's Championship (1)[43]